# ریکاردو ترپا
ریکاردو ترپا (انگلیسی: Ricardo Trêpa؛ زادهٔ ۲۸ اکتبر ۱۹۷۲) هنرپیشه اهل پرتغال است.

## بخشی از فیلم‌شناسی
- ۱۹۹۱ کمدی الهی
- ۱۹۹۳ دره آبراهام
- ۱۹۹۶ جشن
- ۲۰۰۲ اصل عدم قطعیت
- ۲۰۰۲ من دارم به خونه می‌روم
- ۲۰۰۷ هر کس سینمای خودش
- ۲۰۱۰ مورد عجیب آنجلیکا